# Dépôt commun des régiments étrangers
Le Dépôt commun des régiments étrangers (DCRE) était une unité de Légion étrangère, faisant partie de l'armée française. Elle a été créée en 1933 et dissoute en 1955.

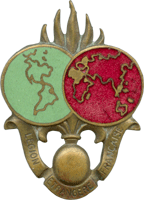
Insigne du DCRE

## Historique
Le D.C.R.E. a été créé le 13 octobre 1933. Il était composé
- d'un état-major ;
- d'un bataillon d'instruction ;
- d'un bataillon de passage ;
- des dépôts de Toul, Marseille, Oran et Arzew.

Il dépend administrativement du 1er Régiment étranger d'infanterie.
À partir du 1er avril 1942, le DCRE devient unité formant corps (l'équivalent d'un régiment) est commandé par un colonel plus ancien en grade que tous les autres chefs de corps de Légion. Il assure le rôle d'un inspecteur vis-à-vis du ministre.
Le 1er septembre 1950, ces charges sont confiées au Groupement autonome de la Légion étrangère (G.A.L.E.), tandis que le D.C.R.E. change de nom et devient Dépôt commun de la Légion étrangère (D.C.L.E). De 1950 à 1955, il se charge de la gestion des effectifs, coiffe les services administratifs et les compagnies de passage. Il est dissous le 1er juillet 1955 et sa mission est reprise par la 1er Étranger.

## Signification de l'insigne
Deux hémisphères, l'un vert, l'autre rouge, masquent une grenade or à sept flammes placée dans l'ouverture d'une banderole portant l'inscription : « LÉGION ÉTRANGÈRE FRANÇAISE ». Les deux hémisphères évoquent à la fois son implantation au quartier Viénot à Sidi-bel-Abbès et le monument aux morts dont le DCRE, responsable des traditions, a la garde. Les couleurs vert et rouge ainsi que la grenade à sept flammes sont les marques traditionnelles de la Légion étrangère. L'insigne a été créé, en 1946, par le colonel Gaultier, commandant le DCRE.